# Федоров Петро Євгенович
Петро Євге́нович Федоров (27 жовтня 1959, Москва — 10 березня 1999, там же) — радянський і російський актор театру і кіно, мистецтвознавець, телеведучий.

## Біографія
Народився 27 жовтня 1959 року в Москві в акторській родині, батько — Федоров Євген Євгенович.
1980 року закінчив театральне училище імені Щукина і був прийнятий у групу Московського драматичного театру на Малій Бронні.
1981 року Федоров знявся у головний ролі у картині Ігоря Таланкіна «Зоредопад» за повістю Віктора Астафьева. Згодом пішов з театру і припинив зніматися у кіно.
Займався педагогікою. Кандидат мистецтвознаства, дослідник творчої спадщини Є. Б. Вахтангова, був членом редколегії журналу «Дельфіс». Одним з перших у пострадянської Росії створював і представляв у різних залах і містах програми, котрі розповідають про родину Рерихів. Був головним організатором у Москві Рериховскої громади.
Був співавтором і ведучим дитячих телепередач «Круголя», «Гав не лови!», «З раннього ранку» та інших програм телекомпанії «Клас!».
З 1998 по 1999 роки вів передачу «Поклик джунглів».
Помер на 40-му році життя 10 березня 1999 року від раку.
Син Петра Євгеновича — Петро Федоров (молодший) — відомий у нинішній час кіноактор

## Фільмографія
- 1981 — Зорепад — Мишко Ерофеєв
- 1981 — Любов і картошка (фільм-спектакль) — Сергій
- 1982 — Мегре коливається (фільм-спектакль) — Гюс
- 1982 — Солдат і змія (фільм-спектакль) — Жан
- 1983 — Відпустка через поранення (фільм-спектакль) — Юра
- 1983 — Біля небезпечної межі — Альоша, військовополонений, друг Сергія
- 1989 — Цей фантастичний мир. Випуск 15 (фільм-спектакль) — Річард Грегор

1. ↑  Фёдоров Пётр Евгеньевич
2. ↑  Пётр Фёдоров: Кризис — большой подарок для кино. Архів оригіналу за 14 липня 2014. Процитовано 11 липня 2014.
3. ↑  Фёдоров Пётр Евгеньевич